# VocêTV
VocêTV foi uma TV por assinatura via satélite originada da parceria entre a empresa AstralSat e a multinacional espanhola Telefônica. Em 2007 a Telefônica obteve permissão da Anatel para lançar seu serviço próprio, a Telefônica TV Digital. Em Julho de 2009, a VocêTV passou a notificar seus assinantes de que estaria encerrando suas atividades a partir do mês de Agosto de 2009.
Sua transmissão era digital pelo sistema DTH. Sua recepção se dava através de uma mini-antena parabólica e um decodificador e possuia 64 canais.